# 쿨레이 필드
쿨레이 필드(Coolray Field)은 미국의 다목적 경기장이다. 조지아주 로렌스빌에 위치하고 있으며 USL 애틀랜타 USL 팀과 마이너 리그 베이스볼 트리플A 인터내셔널 리그 귀넷 브레이브스의 홈 경기장이다.